# Car and Driver
 (mai 2024).
Pour l’article homonyme, voir Car and Driver (jeu vidéo).
Car and Driver est un magazine américain spécialisé dans l'automobile.